# Агент Икс
«Аге́нт Икс» (англ. Agent X) — американский телесериал, премьера которого состоялась 8 ноября 2015 года на телеканале TNT.
15 декабря TNT закрыл сериал после первого сезона.

## Сюжет
Став вице-президентом США, Натали Маккаби (Шэрон Стоун) информируется о том, что существует секретный пункт в Конституции, который позволяет создать специального агента, чтобы тот по поручению вице-президента помогал защитить страну во время кризиса. Джон Кейс (Джефф Хэфнер) является текущим оперативником «Агентом Икс», который имеет дело с особыми проблемами, с которыми не могут справиться ЦРУ и ФБР.

## В ролях

### Основной состав
- Шэрон Стоун — вице-президент Натали Маккаби
- Джефф Хэфнер — Джон Кейс / «Агент Икс»
- Джейми Шеридан — Эдвин Стэнтон
- Джон Ши — президент Томас Экхарт
- Майк Колтер — Майлс Латем
- Джеральд Макрейни — Малкольм Миллар

### Второстепенный состав
- Джеймс Эрл Джонс — председатель Верховного суда Торн
- Ольга Фонда — Ольга Петровка

## Производство
«Агент Икс» разработан компанией TNT Originals в ассоциации с Beacon Pictures. Эрмиан Бернштейн и Шэрон Стоун являются исполнительными продюсерами. Уильям Блейк Эррон, который также является исполнительным продюсером и создателем шоу, написал сценарий к пилотному эпизоду, режиссёром которого выступил Питер О’Фэллон.

## Эпизоды
| №  | Название                                                     | Режиссёр       | Автор сценария                                  | Дата премьеры   | Зрители в США (млн) |
| -- | ------------------------------------------------------------ | -------------- | ----------------------------------------------- | --------------- | ------------------- |
| 1  | «Pilot» «Пилот»                                              | Питер О’Фэллон | Уильям Блейк Эррон                              | 8 ноября 2015   | 1,28                |
| 2  | «The Enemy of My Enemy» «Враг моего врага»                   | Питер О’Фэллон | Уильям Блейк Эррон                              | 8 ноября 2015   | 1,01                |
| 3  | «Back in Your Arms» «Вернуться в твои объятия»               | Питер О’Фэллон | Роберт Порт                                     | 15 ноября 2015  | 1,03                |
| 4  | «The Devil and John Case» «Дьявол и Джон Кейс»               | Феликс Алкала  | Стивен Криозер и Марк Альтман                   | 22 ноября 2015  | 1,03                |
| 5  | «Truth, Lies, and Consequences» «Правда, ложь и последствия» | Кевин Брэй     | Джесси Александер                               | 29 ноября 2015  | 0,98                |
| 6  | «The Sacrifice» «Жертва»                                     | Ута Бризевиц   | Саманта Стрэттон                                | 6 декабря 2015  | 0,99                |
| 7  | «The Long Walk Home» «Долгий путь домой»                     | Джефф Уодлоу   | Роберт Порт                                     | 13 декабря 2015 | 1,15                |
| 8  | «Angels & Demons» «Ангелы и демоны»                          | Джон Терлески  | Стивен Криозер, Марк Альтман и Энслем Ричардсон | 20 декабря 2015 | 1,21                |
| 9  | «Penultimatum» «Ультиматум»                                  | Род Холкомб    | Джесси Александер                               | 27 декабря 2015 | 1,22                |
| 10 | «Fidelity» «Верность»                                        | Питер О’Фэллон | Уильям Блейк Эррон                              | 27 декабря 2015 | 1,12                |

## Отзывы критиков
В своём обзоре The New York Times отмечает, что сериал «без шутливой бравады „Ответного удара“ и без очаровательной непутёвости „Хранилища 13“, единственное, что заслуживает нашего внимания в шоу — мисс Стоун».
Журнал Variety в своей рецензии отметил, что «немного напоминая фильм „Сокровище нации“, „Агент Икс“ делает интересный ход, наделяя вице-президента США секретными конституционными полномочиями, и всё ради того, чтобы состряпать янки-версию Джеймса Бонда. И это чудо, что хотя бы в начале это сработало; шоу сочетает в себе чувство игривости, много экшена и, но менее успешно, потрясающий заговор».
The Wall Street Journal назвал «Агента Икс» «неправдоподобным, хотя и неплохим триллером». Также журнал отметил, что «эта динамичная версия шпионского триллера из серии Америка-в-опасности на самом деле повествует о моральной двусмысленности и оттенках серого».